# Emar
Emar, Imar, Assyrisch Aštata, Romeins Barbalissus, Arabisch Bālis, huidige naam Meskene Qadime, was een stad in de bronstijd aan een bocht in de middenloop van de Eufraat in Syrië, 85 km ten westen van Raqqa. De stad is al bekend uit de Ebla-teksten uit de 24e eeuw v.Chr. Zij lag op het kruispunt van handelsroute tussen Mesopotamië en Syrië via Tadmor in het zuiden en naar Anatolië naar het noorden. De stad strekt zich uit over een oppervlak van 1000 × 700 m en is vandaag omgeven door het water van het Assadmeer of erdoor verdronken.

## Opgravingen
Tussen 1907 en 1908 onderzochten Friedrich Sarre en Ernst Herzfeld met name vanwege de islamitische ruïnes aldaar. In 1929 en 1931 volgden Georges Salles en Eustache de Lorey, maar hun vondsten zijn nooit behoorlijk gepubliceerd. Er zijn aanwijzigen dat zij vondsten uit de Bronstijd gedaan hadden, waaronder een inscriptie "d'époque sumérienne archaïque" maar ook dat bleef ongepubliceerd.
In 1963 was er een opgraving onder André Raymond van het Institut Français d'Études Arabes de Damas, opnieuw gemotiveerd vanwege de islamitische overblijfselen. In de jaren 1970 begon de tijd te dringen omdat het Assadmeer vol ging lopen. Er kwam een Franse expeditie in de jaren 1970-1976 aan het einde waarvan nog maar een klein deel van de heuvel boven water was.
Door de Franse ploeg van 1972 tot 1976 zijn er zo'n 2000 tabletten met Akkadisch spijkerschrift gevonden die in de periode 1985 - 1987 gepubliceerd zijn. Daarna lag de vindplaats verlaten door iedereen behalve plunderaars.
De heuvel liep toch niet helemaal onder water. Tussen 1992 en 1995 stond de Syrische regering opnieuw een ploeg archeologen van het Syrische Depeartement van Oudheden onder Shawki Sha'ath en Farouk Ismail toe terug te keren naar wat er restte van de vindplaats. De opgraving was op vrij kleine schaal, maar ze vonden wel dat er nog zo'n vijf meter overblijfselen lagen die maar oppervlakkig door de plunderaars verstoord waren. Van 1996 tot 2002 en in 2004 werd het werk op grotere schaal voortgezet door een Duits-Syrische ploeg. Van de door de Fransen aangeduide kavels A t/m Y lagen alleen E, D en M nog boven water. Van regio A is er nog een klein eilandje maar door erosie is dat niet meer op te graven.
De opgravingen in Meshkeneh-Qadimeh in de grote bocht van de Eufraat lieten in eerste instantie een stad zien die op maagdelijke bodem in de late 14e eeuw v.Chr. gesticht was en die aan het begin van de 12e eeuw aan een gewelddadig einde gekomen was. Dit is het einde van het Late Brons, de tijd van de brandcatastrofe. Hoewel er vondsten van Hettitische aanwezigheid getuigen, lijkt het er niet op dat het plaatselijk bestuur door de Hettieten gedomineerd werd. De bouwwerken waren van baksteen en er is geen sprake van een 'paleis' zoals in vele andere steden, wel een 'hilani' dat als administratief centrum dienstdeed. Dit is waar een stapel documenten is aangetroffen.
Boven op de heuvel stond een tempel voor de stormgod Baäl en zijn gemalin de Kanaanitische godin Astarte. Wat meer naar beneden waren nog twee heiligdommen. In een daarvan zijn een aantal honderden tabletten aangetroffen. Ze waren wel in stukken gebroken omdat de kames boven de ruimte ingestort waren. Er zijn een aantal talen aanwezig: vooral Akkadisch en Sumerisch, maar ook Hurritisch en Hettitisch. Maar in de plaatselijke taal die waarschijnlijk veel op de taal van Ugarit geleken heeft zijn alleen persoonsnamen bekend. Er zijn een ruim aantal tabletten gevonden buiten het opgravingsgebied en veel daarvan zijn geroofd en op de zwarte markt aangeboden. Hun interpretatie is daardoor aardig bemoeilijkt. De Emar-collectie is vooral van belang omdat nu eens niet alles wat gevonden is met het koninklijk hof te maken had. Veel van deze teksten hebben te maken met de kalender en met religieuze feesten die daaraan verbonden waren, zoals het zukru-feest (Het Sumerische Ezen).
Gezien de vele verwijzingen naar Imar/Emar al vroeg in de Bronstijd was het vreemd dat de Franse ploeg alleen maar vondsten uit het Late Brons had gedaan. Hun conclusie dat Emar in de 14e eeuw op maagdelijke bodem gesticht werd, werd later door de Duits-Syrische opgraving volledig omver gehaald toen zij wel degelijk vondsten uit het Vroege en Midden-Brons deden. Er werden maar drie nieuwe kleitabletten gevonden.

## Vorsten
Er zijn een aantal vorsten van Emar bekend
|                                    |                                    |                                    |                                    | Yasi-Dagan (ca. 1260-1245 v.Chr.)   |                                    |                             |  |                                    |                                    |                                    |                                    |                                    |                                    |  |  |  |  |  |  |  |  |  |  |  |  |
|                                    |                                    |                                    |                                    |                                     |                                    |                             |  |                                    |                                    |                                    |                                    |                                    |                                    |  |  |  |  |  |  |  |  |  |  |  |  |
|                                    |                                    |                                    |                                    | Baal-kabar I (ca. 1245-1220 v.Chr.) |                                    |                             |  |                                    |                                    |                                    |                                    |                                    |                                    |  |  |  |  |  |  |  |  |  |  |  |  |
|                                    |                                    |                                    |                                    |                                     |                                    |                             |  |                                    |                                    |                                    |                                    |                                    |                                    |  |  |  |  |  |  |  |  |  |  |  |  |
|                                    |                                    |                                    |                                    |                                     |                                    |                             |  |                                    |                                    |                                    |                                    |                                    |                                    |  |  |  |  |  |  |  |  |  |  |  |  |
| Zu-Ashtarti (ca. 1220-1210 v.Chr.) | Zu-Ashtarti (ca. 1220-1210 v.Chr.) | Zu-Ashtarti (ca. 1220-1210 v.Chr.) | Zu-Ashtarti (ca. 1220-1210 v.Chr.) | Zu-Ashtarti (ca. 1220-1210 v.Chr.)  | Zu-Ashtarti (ca. 1220-1210 v.Chr.) |                             |  | Pilsu-Dagan (ca. 1210-1190 v.Chr.) | Pilsu-Dagan (ca. 1210-1190 v.Chr.) | Pilsu-Dagan (ca. 1210-1190 v.Chr.) | Pilsu-Dagan (ca. 1210-1190 v.Chr.) | Pilsu-Dagan (ca. 1210-1190 v.Chr.) | Pilsu-Dagan (ca. 1210-1190 v.Chr.) |  |  |  |  |  |  |  |  |  |  |  |  |
| Zu-Ashtarti (ca. 1220-1210 v.Chr.) | Zu-Ashtarti (ca. 1220-1210 v.Chr.) | Zu-Ashtarti (ca. 1220-1210 v.Chr.) | Zu-Ashtarti (ca. 1220-1210 v.Chr.) | Zu-Ashtarti (ca. 1220-1210 v.Chr.)  | Zu-Ashtarti (ca. 1220-1210 v.Chr.) |                             |  | Pilsu-Dagan (ca. 1210-1190 v.Chr.) | Pilsu-Dagan (ca. 1210-1190 v.Chr.) | Pilsu-Dagan (ca. 1210-1190 v.Chr.) | Pilsu-Dagan (ca. 1210-1190 v.Chr.) | Pilsu-Dagan (ca. 1210-1190 v.Chr.) | Pilsu-Dagan (ca. 1210-1190 v.Chr.) |  |  |  |  |  |  |  |  |  |  |  |  |
|                                    |                                    |                                    |                                    |                                     |                                    | Elli (ca. 1190-1175 v.Chr.) |  |                                    |                                    |                                    |                                    |                                    |                                    |  |  |  |  |  |  |  |  |  |  |  |  |
|                                    |                                    |                                    |                                    |                                     |                                    |                             |  |                                    |                                    |                                    |                                    |                                    |                                    |  |  |  |  |  |  |  |  |  |  |  |  |
|                                    |                                    |                                    |                                    |                                     |                                    | Baal-kabar II (kroonprins)  |  |                                    |                                    |                                    |                                    |                                    |                                    |  |  |  |  |  |  |  |  |  |  |  |  |